# David Axelrod (hudebník)
David Axelrod (17. dubna 1933, Los Angeles – 5. února 2017) byl americký zpěvák, hudební producent, skladatel a aranžér. Nejprve se věnoval boxu, ale později se stal profesionálním bubeníkem a pracoval též jako producent a aranžér. Prvním albem, na němž se podílel coby producent, bylo The Fox od saxofonisty Harolda Landa z roku 1959. V roce 1968 vydal prostřednictvím hudebního vydavatelství Capitol Records své první sólové album nazvané Song of Innocence a později vydal řadu dalších alb. Během své kariéry spolupracoval s mnoha dalšími hudebníky, mezi které patří například David McCallum, Hampton Hawes nebo Cannonball Adderley.

## Sólová diskografie
- Song of Innocence (1968)
- Songs of Experience (1969)
- Earth Rot (1970)
- Rock Messiah (1971)
- The Auction (1972)
- Heavy Axe (1974)
- Seriously Deep (1975)
- Strange Ladies (1977)
- Marchin' (1980)
- Requiem: The Holocaust (1993)
- The Big Country (1995)
- David Axelrod (2001)